# The Panthers FC
The Panthers FC es un equipo de fútbol de Luba, Guinea Ecuatorial, que milita en la Primera División de Guinea Ecuatorial, la liga de fútbol más importante del país.

## Historia
The Panthers FC se fundó en 2001 en la ciudad de Luba, Guinea Ecuatorial. Su primer registro en el fútbol nacional se produjo en la temporada 2003, compitiendo en el grupo insular de la fase regional de la Primera División. Aunque participó en esa edición, se sabe que el club no terminó entre los cinco primeros del grupo. En 2004 y 2005, se mantuvo en Primera División, pero sin puestos destacados, terminando fuera de las tres primeras posiciones.
Tras un periodo sin registros, The Panthers reapareció en 2010, de nuevo sin actuaciones relevantes, lo que plantea la posibilidad del ascenso en 2008 o 2009. El equipo repitió resultados modestos en 2011. En 2012, la liga se reorganizó en un único formato nacional, y The Panthers tuvo un rendimiento notable, alcanzando el tercer puesto con 51 puntos en 28 partidos. Sin embargo, el 2 de octubre de ese año fueron excluidos de la liga y descendieron por faltar a tres partidos. A pesar de ello, ganaron la Copa Nacional, venciendo por 1-0 a la Academia Deportiva Mesi Nkulu de Ebebiyín. El club también participó en la Supercopa y en el Trofeo Teodoro Nguema Obiang Mangue, pero no alcanzó las semifinales en este último.
En 2013, regresó el formato regional y The Panthers, a pesar de haber descendido el año anterior, se reintegró y terminó como líder de la Región Insular, clasificando a la Liguilla pero sin lograr el título. En 2014, terminaron en quinto lugar en la fase regional, avanzando a la Liguilla, pero nuevamente sin éxito. En la Copa, no llegaron a la final. En la temporada 2015, el club terminó quinto, enfrentando al Deportivo Ebenezer en el playoff de descenso. Tras dos empates, perdieron en los penaltis y descendieron. En la Copa Nacional, llegó a la final, pero fue derrotado por 2-0 por el Deportivo Mongomo.
En la temporada 2015/16, compitieron en Segunda División y no ascendieron directamente, pero lograron regresar a la máxima categoría al vencer al Deportivo Unidad en el playoff de ascenso por 1-0 en el global. Fueron eliminados en la primera ronda de la Copa Insular por el Real Equis Balompié. En 2016/17, tras regresar a Primera División, fueron descalificados y descendieron de nuevo por faltar a partidos. El Real Teka ocupó su lugar en la liga.
The Panthers regresó a la Primera División en la temporada 2017/18, posiblemente subiendo una división en la campaña anterior, pero sin registros detallados. En los años siguientes, el club tuvo actuaciones regulares y poco destacadas, incluyendo las temporadas 2018/19 y 2019/20, esta última interrumpida por la pandemia de COVID-19 mientras ocupaba el décimo puesto en el grupo insular.
En la 2021/22 regresaron a la liga nacional, quedando quintos en la fase insular. En la Copa, avanzaron hasta la cuarta ronda, siendo eliminados por el Deportivo Unidad. En 2023, acabaron sextos y alcanzaron las semifinales regionales de la Copa, donde perdieron 2-1 ante Leones Vegetarianos. En la temporada 2023/24, repitieron el sexto puesto y fueron eliminados por 2-1 por el Malabo United en los cuartos de final insulares de la Copa.
En la escena continental, The Panthers participó en la Copa Confederaciones de la CAF en 2013, representando a Guinea Ecuatorial como campeones de la Copa Nacional. En la ronda preliminar, vencieron al FC Séquence por 1-0 en la ida y 2-0 en la vuelta, con un global de 3-0, pero fueron eliminados en la siguiente ronda por el Diables Noirs de la República del Congo tras perder 6-1 y empatar 0-0. En 2014, regresó a la competición, enfrentándose al Medeama SC en la ronda preliminar, pero fue eliminado con derrotas por 2-1 en casa y 2-0 fuera, totalizando un 4-1 en el global.

## Palmarés
- Copa Ecuatoguineana: 2

2012, 2013

## Entrenadores
- Casto Nopo[26] (?–2014)
- Daniel Luengo (2014)[27]

## Participación en competiciones de la CAF
| Temporada | Torneo                       | Ronda      | Club          | Casa | Visita | Global |
| --------- | ---------------------------- | ---------- | ------------- | ---- | ------ | ------ |
| 2013      | Copa Confederación de la CAF | Preliminar | FC Séquence   | 2-0  | 1-0    | 3-0    |
| 2013      | Copa Confederación de la CAF | 1          | Diables Noirs | 0-0  | 1-6    | 1-6    |
| 2014      | Copa Confederación de la CAF | Preliminar | Medeama SC    | 1-2  | 0-2    | 1-4    |